# Fanjeaux

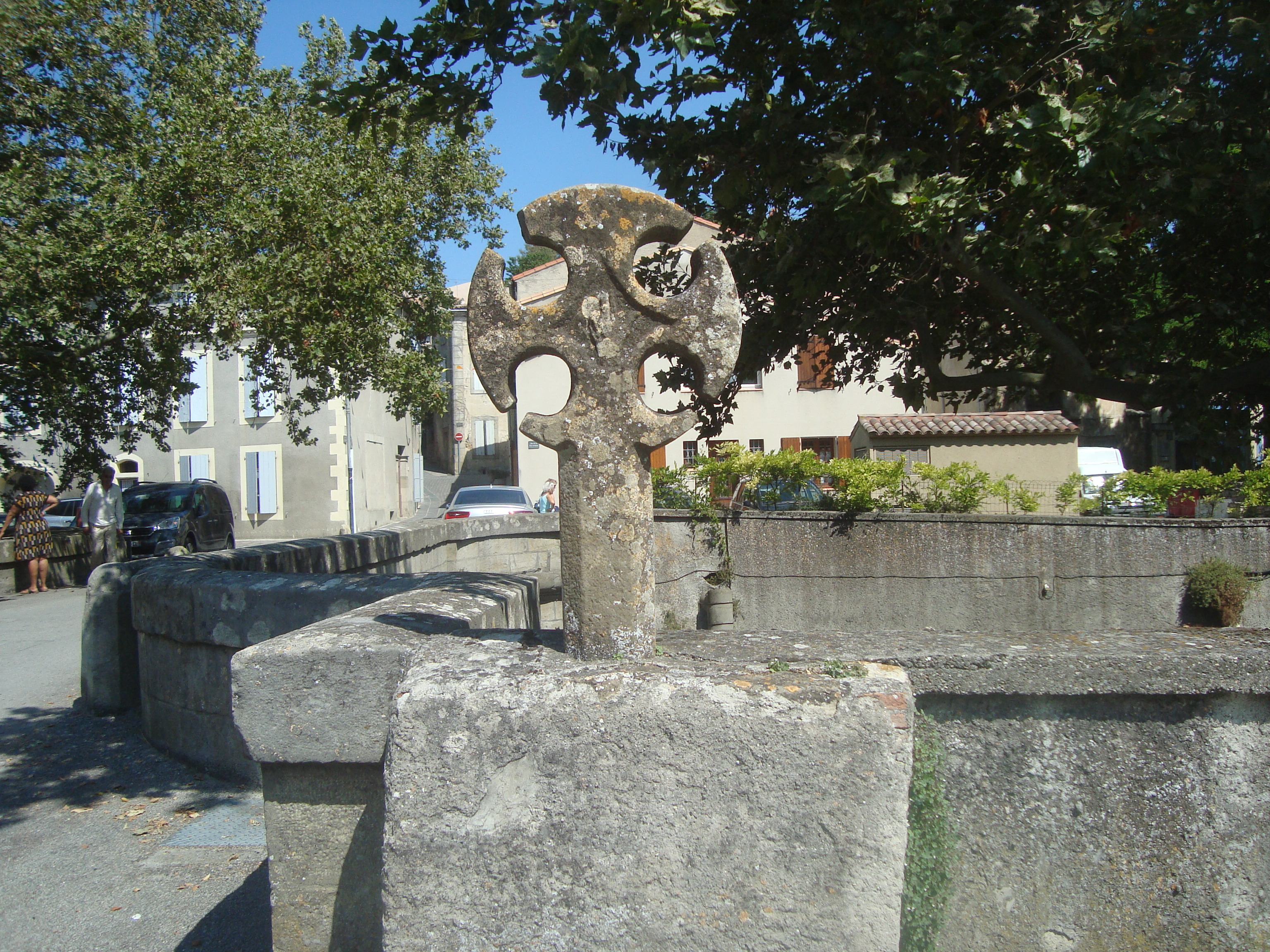
"Cruz de Tolosa" Fanjeaux (Depart. Aude, reg. Languedoc-Rosellón, Francia)

Fanjeaux (en occitano: Fanjaus) es una comuna francesa situada en el departamento del Aude, en la región Occitania. 
A sus habitantes se les conoce por el gentilicio fanjuvéens.

## Historia
En el siglo II un oppidum llamado Fanum Jovis se encontraba en los terrenos donde está la actual ciudad. Se celebraban en él cultos paganos en honor al Dios Júpiter.
En 1193, el obispo cátaro Guilhabert de Castres se instaló en la ciudad. Posteriormente, en 1207, fue el pueblo escogido por el dominico castellano Domingo de Guzmán como núcleo de predicación contra las herejías, pasando a ser "la capital espiritual y religiosa del Lauragais". Fundó el monasterio de Prouilhe a 2 km de lo que era el núcleo de población, para combatir la herejía cátara por medios y argumentos espirituales y teológicos, en lugar del uso de las armas. Nueve mujeres cátaras se refugiaron en él en 1209 después de ser convertidas al catolicismo por el dominico. 
Fanjeaux fue escenario diversos enfrentamientos teológicos e ideológicos durante este siglo XIII. Bonshomes se enfrentaron dialecticamente a predicadores católicos en numerosas ocasiones.
Entre 1209 y 1214, Fanjeaux se convirtió en el cuartel general de Simón de Montfort, considerado el jefe de la primera fase o etapa de la cruzada albigense. 
En 1355, el Príncipe Negro y sus hordas, durante la Guerra de los Cien Años, destruyeron la ciudad casi completamente. Durante la Revolución francesa, fue asaltado y destruido asimismo el Monasterio de Prouilhe; posteriormente reconstruido en el siglo XIX.

## Lugares de interés
- La casa de Santo Domingo de Guzmán, (siglo XIII)
- La iglesia parroquial románica Notre-Dame-de-l'Assomption, erigida sobre el antiguo templo de Júpiter, en 1278.
- El Seignadou, (del vocablo occitano "Senhar" -hacer la señal de la cruz-). Mirador en la población de Fanjeaux que ofrece una vista panorámica sobre la Montaña Negra, el Alaric, los Pirineos y toda la región del Lauragais.
- Cruz Discoidal de la Edad Media.
- En la salida del pueblo hay una "Cruz de Tolosa", en la carretera a Montreal, esculpida en el parapeto de un puente, considerada por algunos estudiosos y fuentes, como vestigio esculpido por Perfectos cátaros.
- Monasterio de Prouilhe, reconstrucción parcial de estilo romano-bizantina del siglo XX.